# Demanufacture
Demanufacture es el segundo álbum del grupo Fear Factory, lanzado en 1995. Este es el primer disco en el cual, el bajista (posteriormente, guitarrista) Christian Olde Wolbers, aparece como miembro oficial de la banda en el libretillo del álbum. Sin embargo, su participación en el proyecto no está clara. El guitarrista, Dino Cazares, dijo que él mismo grabó el bajo porque Wolbers aún no era miembro del grupo durante la grabación; por otro lado, el batería, Raymond Herrera, contradijo esta afirmación diciendo que Wolbers ya era miembro del grupo y que grabó algunas pistas, mientras que otras fueron grabadas por Cazares debido a que cambió muchas partes durante la grabación y querían ahorrar tiempo de producción.
Es considerado por muchos el álbum más importante, ya que causó una aprobación unánime por parte de la crítica y los fanes de la banda. En este disco, se puede ver a Fear Factory en su mejor momento musical, resaltando la sincronización entre la guitarra de Dino y la batería de Raymond. Además, es destacable el gran nivel vocal de Burton, que es capaz de mezclar voces típicas del death metal con otras más limpias. Inicialmente, el trabajo fue mezclado por uno de los productores,  Colin Richardson, pero el resultado no gustó a la banda y el álbum terminó siendo mezclado por Greg Reely, Rhys Fulber y el propio grupo. Según el guitarrista, Dino Cazares, Richardson quería reducir el protagonismo de los teclados y demás efectos electrónicos, en favor de un sonido de metal más "estándar", algo que no gustó a la banda pues, según Cazares, los habría hecho sonar como "un grupo más de metal".
La temática del álbum es conceptual, ya que cuenta la historia de la lucha entre el hombre y la máquina, la voluntad humana y el automatismo de la tecnología. Tema quizá poco original, pero llevado a la práctica de forma extraordinaria. Y no sólo la temática se desarrolla por las letras. A lo largo del disco, uno puede sentir ese enfrentamiento entre lo humano y lo tecnológico: guitarras, bajos, baterías, samples, sintetizadores y demás efectos digitales libran un combate musical violento y armónico a la vez.

## Retrospectiva del álbum por Burton C. Bell
Sonido del nuevo álbum.
"Después de Fear is the Mindkiller, queríamos una combinación de eso y Soul of a New Machine, no totalmente electrónica, pero con algunos avances nuevos, y también queríamos mantener el estilo hardcore y metal. También comencé a expandir mi voz, para agregarle un poco más".
Origen de su estilo vocal.
"Había un par bandas de metal que me gustaban, pero me gustaban más Head of David, Sonic Youth, Big Black... Había aspectos de bandas que me gustaban; Godflesh, Justin (Broadrick). Empecé a imitar a Justin, pero en lugar de un gemido salió una especie de melodía. Sonaba genial, seguimos con eso y pude incorporar más de ese estilo vocal en las canciones. No en todas, no todas las canciones lo requerían, funcionó muy bien con canciones como 'Pisschrist', 'Self Bias Resistor', 'Zero Signal' y 'Replica'. Sucedió y siguió desarrollándose más".
El estilo de Raymond Herrera.
La velocidad y la ferocidad de los patrones de batería de Raymond Herrera fueron tales que la gente asumió que la banda había usado una caja de ritmos en lugar de un baterista real.
"¡Él era una máquina!" "Tocaba con botas de combate y pesas en las piernas, para desarrollar resistencia y fuerza. La gente no creía que fuera un baterista real, y la gente no creía que hubiera un solo cantante, teníamos muchas cosas en contra. No lo comprendían. '¿Qué es esta mierda de cantar?'. La gente tardó en aceptarlo, porque nuestras primeras giras fueron con bandas hardcore como Sick of it All y Biohazard".
Problemas en las sesiones de grabación.
Demanufacture no estuvo exento de problemas en su grabación. La banda comenzó el proceso en los estudios Trax de Chicago, elegidos por los excelentes discos que se habían grabado allí, pero pronto descubrieron que no era lo que esperaban.
"Tuvimos un problema tras otro y era un auténtico desastre". "Empezamos a escuchar la batería y faltaban un montón de cosas porque los micrófonos no funcionaban, así que pensamos: 'A la mierda con este sitio' y volamos a Woodstock, donde Faith No More grababa King for a Day. Había espacio disponible, pero no durante un mes, así que acabamos durmiendo en el suelo de un Day's Inn en Chicago durante un mes. Luego vivimos en la casa de nuestro manager hasta que el estudio de Bearsville estuvo disponible. Usamos este sótano inacabado para ensayar, ensayando literalmente sobre tierra. Entre junio y octubre estuvimos en el limbo".
Aunque Bearsville era un estudio mejor para sus necesidades, la banda se quedó sin tiempo y las voces se terminaron en Whitfield Street Studios en Londres; el álbum se mezcló y remezcló varias veces antes de que sonara perfecto.
Temática del álbum.
Es un álbum conceptual que se inspiró en la primera película de Terminator, pero aunque Burton está de acuerdo en que esa fue una de las inspiraciones, fue solo una de muchas.
"Yo era fan de Robocop, Blade Runner, Un día de furia y Apocalypse Now. Había una película titulada The Closet, sobre interrogatorios al estilo de la Stasi, y eso inspiró un par de canciones. Tomamos algunas cosas de los videojuegos de la época. La mayor inspiración fueron los disturbios de 1992 en Los Ángeles, que vivimos. Estuvimos allí para las palizas y el juicio, y luego vivimos los disturbios, que comenzaron el 29 de abril".
Algunas de las letras parecen más personales que futuristas...
"Todas son personales". "A Therapy For Pain trata sobre un sueño de una exnovia, sobre estar enamorado y sufrir. Escribí Zero Signal en Londres, despertándome de un viaje de ácido. Y tomé una dosis de ácido en el club Marquee en una especie de rave y empecé a salir con una chica. Estuvimos toda la noche en su habitación y desperté con la luz del sol entrando por las cortinas opacas, un rayo de luz entrando y golpeando una enorme imagen de Jesús con ojos azules. Fue muy personal. También estaba viendo muchos programas de leyes y grabando diálogos en casetes, y mucho de eso se utilizó para el álbum".
Dino encontró su inspiración en otro lugar.
"Dino y yo vivíamos juntos en esa época". "Y él se sabía de memoria toda la canción Cowboys From Hell, porque quería tocar como Dimebag. Un dato curioso: el riff de 'New Breed' es el riff de una canción de Stone Temple Pilots tocada al revés, Vaseline, creo".

## Canciones
| N.º | Título                                       | Duración |  |
| 1.  | «Demanufacture»                              | 4:13     |  |
| 2.  | «Self Bias Resistor»                         | 5:12     |  |
| 3.  | «Zero Signal»                                | 5:57     |  |
| 4.  | «Replica»                                    | 3:56     |  |
| 5.  | «New Breed»                                  | 2:49     |  |
| 6.  | «Dog Day Sunrise» (Versión de Head of David) | 4:45     |  |
| 7.  | «Body Hammer»                                | 5:05     |  |
| 8.  | «Flashpoint»                                 | 2:53     |  |
| 9.  | «H-K (Hunter-Killer)»                        | 5:17     |  |
| 10. | «Pisschrist»                                 | 5:25     |  |
| 11. | «A Therapy for Pain»                         | 9:43     |  |

## Músicos
- Burton C. Bell - Voz, teclados adicionales y arreglos
- Dino Cazares - Guitarra, bajo, teclados adicionales, coros y arreglos
- Raymond Herrera - Batería y arreglos
- Christian Olde Wolbers - Bajo
- Rhys Fulber - Teclados, sintetizadores, samples y efectos
- Reynor Diego - Samples y teclados adicionales

## Remanufacture
Remanufacture – Cloning Technology (a veces llamado Remanufacture) es un álbum remix del segundo álbum de Fear Factory, Demanufacture, publicado el 20 de mayo de 1997. En ocasiones, se le considera el tercer álbum de la banda y la continuación de Demanufacture.

## Lista de canciones
Todas las canciones escritas y compuestas por Burton C. Bell, Dino Cazares y Raymond Herrera. 
| N.º | Título                                                                          | Duración |  |
| 1.  | «Remanufacture» (Canción Demanufacture, remix de Rhys Fulber)                   | 6:43     |  |
| 2.  | «National Panel Beating» (Canción Body Hammer, remix de Rhys Fulber)            | 4:38     |  |
| 3.  | «Genetic Blueprint» (Canción New Breed, remix de Junkie XL)                     | 4:23     |  |
| 4.  | «Faithless» (Canción Zero Signal, remix de Rhys Fulber)                         | 5:25     |  |
| 5.  | «Bionic Chronic» (Remix de Junkie XL)                                           | 0:35     |  |
| 6.  | «Cloning Technology» (Canción Replica, remix de Kingsize)                       | 6:01     |  |
| 7.  | «Burn» (Canción Flashpoint, remix de Junkie XL)                                 | 5:04     |  |
| 8.  | «T-1000» (Canción H-K (Hunter-Killer), remix de DJ Dano)                        | 4:07     |  |
| 9.  | «Machines of Hate» (Canción Self Bias Resistor, remix de Rhys Fulber)           | 5:50     |  |
| 10. | «21st Century Jesus» (Canción Pisschrist, remix de Rhys Fulber)                 | 7:10     |  |
| 11. | «Bound for Forgiveness» (Canción A Therapy For Pain, remix de Rhys Fulber)      | 6:00     |  |
| 12. | «Refinery»                                                                      | 3:03     |  |
| 13. | «Remanufacture (versión editada)» (Canción Demanufacture, remix de Rhys Fulber) | 5:26     |  |

| Bonus track para Japón |              |          |  |
| N.º                    | Título       | Duración |  |
| 14.                    | «Transgenic» | 5:42     |  |

Las pistas "Genetic Blueprint" [New Breed] y "21st Century Jesus" [Pisschrist] aparecieron en el juego de Infogrames Test Drive 5, que fue publicado en PC, y en PlayStation en 1998. Adicionalmente, la canción "Remanufacture (Demanufacture)" apareció en el videojuego PSP de 2005 y es el tema del juego de 2000 para PC Messiah  Infected . También hubo vinil de 12" llamado The Gabber Mixes publicado en el sello Mokum Records  con pistas adicionales.

## Edición remasterizada: 2005
Demanufacture fue remasterizado y lanzado en 2005 con Remanufacture - Cloning Technology y nuevas canciones.

| CD 1 |                                            |          |  |
| N.º  | Título                                     | Duración |  |
| 1.   | «Your Mistake» (Versión de Agnostic Front) | 1:30     |  |
| 2.   | «¡Resistencia!»                            | 2:54     |  |
| 3.   | «Concreto»                                 | 3:30     |  |
| 4.   | «New Breed» (Revolutionary Designed Mix)   | 2:59     |  |
| 5.   | «Manic Cure»                               | 5:09     |  |
| 6.   | «Flashpoint» (Chosen Few Mix)              | 4:09     |  |

| CD 2 |                            |          |  |
| N.º  | Título                     | Duración |  |
| 1.   | «Remanufacture»            | 6:43     |  |
| 2.   | «National Panel Beating»   | 4:38     |  |
| 3.   | «Genetic Blueprint»        | 4:23     |  |
| 4.   | «Faithless»                | 5:25     |  |
| 5.   | «Bionic Chronic»           | 0:33     |  |
| 6.   | «Cloning Technology»       | 5:52     |  |
| 7.   | «Burn»                     | 5:06     |  |
| 8.   | «T-1000»                   | 4:07     |  |
| 9.   | «Machines of Hate»         | 5:50     |  |
| 10.  | «21st Century Jesus»       | 7:19     |  |
| 11.  | «Bound for Forgiveness»    | 6:02     |  |
| 12.  | «Refinery»                 | 3:02     |  |
| 13.  | «Cyberdyne»                | 4:28     |  |
| 14.  | «Refueled»                 | 4:37     |  |
| 15.  | «Transgenic»               | 5:42     |  |
| 16.  | «New Breed» (Spoetnik mix) | 3:52     |  |

## Edición 2021
Demanufacture fue lanzado en 2021 en triple vinilo y 6 nuevas canciones grabadas en Ozzfest (Phoenix, Arizona, 25-10-1996)

| N.º | Título                            | Duración |  |
| 1.  | «Demanufacture»                   | 5:08     |  |
| 2.  | «Zero Signal»                     | 5:49     |  |
| 3.  | «Self Bias Resistor»              | 5:00     |  |
| 4.  | «Scumgrief (Deep Dub Trauma Mix)» | 4:51     |  |
| 5.  | «Replica»                         | 4:18     |  |
| 6.  | «Martyr»                          | 4:28     |  |